# گیاه گل‌ده

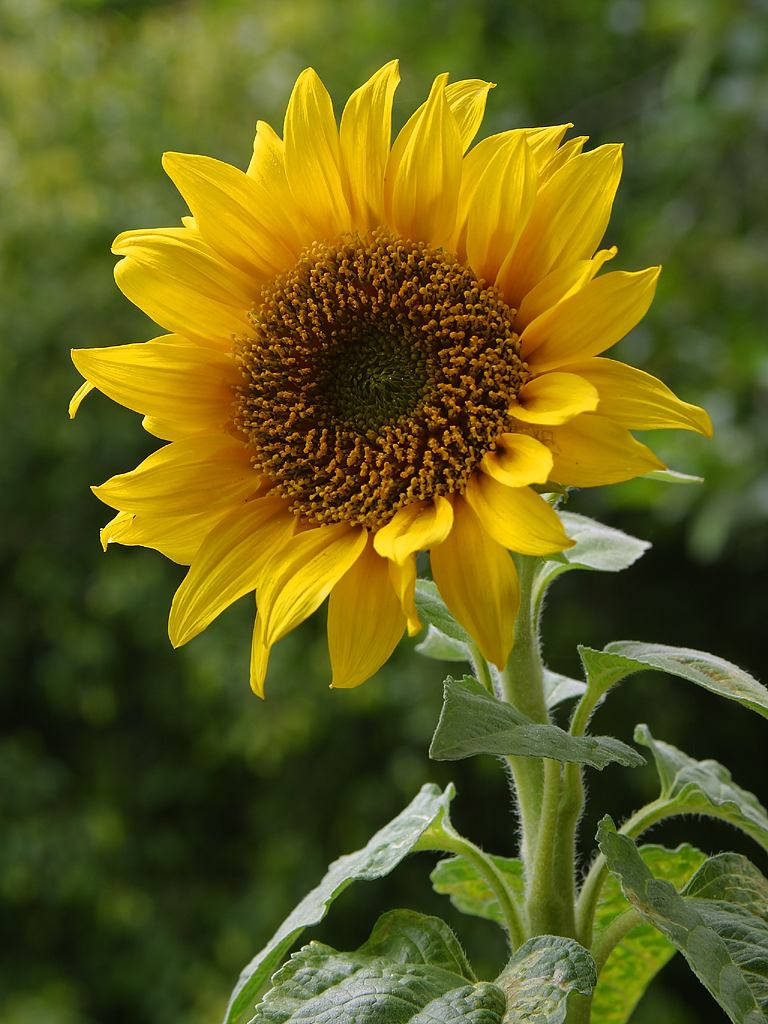
آفتابگردان (Helianthus annuus)، یک گل بزرگ.

گیاه گُل‌ده (به انگلیسی: Forb، Phorb) یک گیاه گل‌دار علفی است که چمنی (گرامینوئید)، جگن یا سازو) نیست. این اصطلاح در زیست‌شناسی و در بوم‌شناسی پوشش گیاهی، به ویژه در رابطه با علفزار و زیراشکوب استفاده می‌شود. به‌طور معمول این‌ها دولپه‌ای بدون ساقه چوبی هستند.

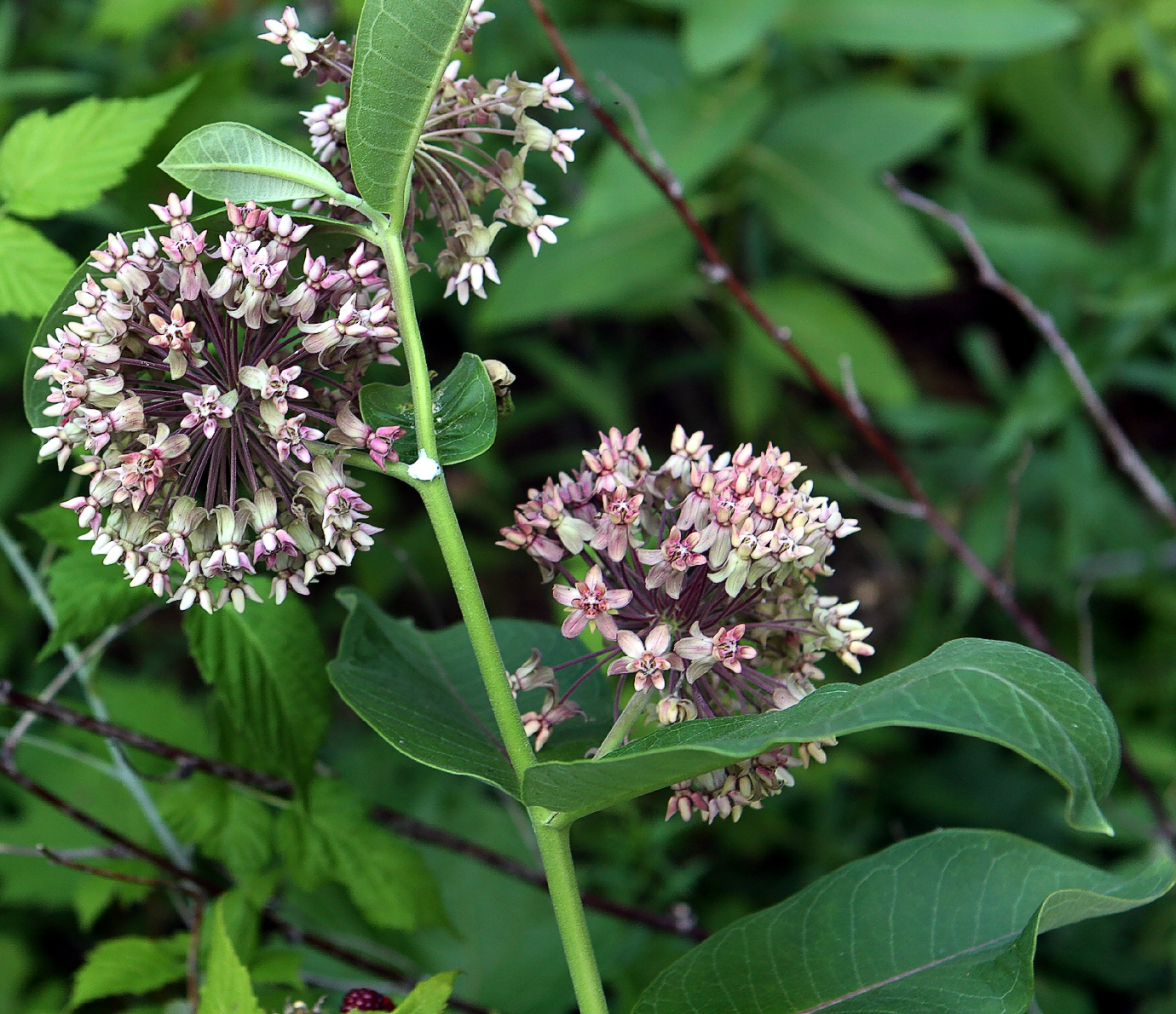
علف شیر